# Fokker C.XIV
Fokker C.XIV — голландский двухместный учебно-тренировочный и патрульный поплавковый гидросамолёт. Разработан под руководством Ф. Хентцена. Изготовлено 24 экземпляра.

## Эксплуатация
Fokker C.XIVI использовались ВМС Нидерландов в качестве учебно-тренировочных, также на них патрулировали побережье и выполняли разведывательные полёты. В результате Голландской операции, начатой частями Вермахта, Нидерланды были оккупированы. В мае 1940 года во Францию перелетело 12 «Фоккеров», а в мае они были эвакуированы в Англию, откуда 12 машин были отправлены морем в Голландскую Ост-Индию (Голландские колониальные владения на островах Малайского архипелага и в западной части острова Новая Гвинея), где до нападения Японии самолёты использовались в качестве учебно-тренировочных. В ходе оборонительного сражения в Ост-Индии Fokker C.XIVI использовались для патрулирования и связи. К апрелю 1942 года все машины были потеряны.

## Конструкция
Конструктивно самолёт представляет собой биплан, крылья с фанерной и полотняной обшивкой. Фюзеляж из сварных труб с полотняной обшивкой. Шасси два поплавка. Вооружение состоит из одного курсового пулемёта и одного пулемёта установленного в задней кабине, для обороны задней полусферы.

### Технические характеристики
- Экипаж: 2 человека
- Длина: 9,5 м
- Размах крыла: 12,0 м
- Высота: 4 м
- Площадь крыла: 32,0 м²
- Профиль крыла:
- Масса пустого: 1 330 кг
- Масса снаряженного:
- Нормальная взлетная масса: 1 950 кг
- Максимальная взлетная масса: кг
- Двигатель: Wright R-975-E3 Whirlwind
- Мощность: 1x450 л.с.

### Лётные характеристики
- Максимальная скорость: 230 км/ч
  - у земли:
  - на высоте м:
- Крейсерская скорость: 195 км/ч
- Практическая дальность: 950 км
- Практический потолок: 4 800 м
- Скороподъёмность: м/с
- Нагрузка на крыло: кг/м²